# Botir Zokirov

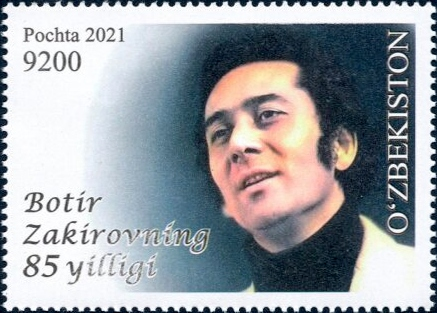
Zokirov auf einer Briefmarke Usbekistans 2022

Botir Karim oʻgʻli Zokirov (usbekisch Ботир Карим ўғли Зокиров; * 26. April 1936 in Moskau, RSFSR, UdSSR; † 23. Januar 1985 in Taschkent, Usbekische SSR, UdSSR) war ein usbekischer bzw. sowjetischer Sänger, Schriftsteller, Dichter, Maler und Schauspieler. Er gilt als Begründer der Popkunst in Usbekistan. Er war Volkskünstler der usbekischen SSR (1965).

## Leben
Zokirov studierte am Taschkenter Ostrowski-Institut für Theater und Kunst. Im Jahr 1972 gründete er die erste Pop-Troupe im Osten und die dritte in der Sowjetunion mit dem Titel Music Hall. Zusammen mit dem russischen Regisseur Mark Anatoljewitsch Sacharow und dem Schauspieler des Moskauer Satiretheaters, Alexander Anatoljewitsch Schirwindt, schuf Zokirov das Musical Die Reise des Sindbad des Seefahrers im Jahr 1973. Prominente Sänger wie Wladimir Semjonowitsch Wyssozki, Irina Ponarovskaya und Bands wie Poyushchiye Gitary und Yalla traten ebenfalls in der Music Hall auf.
Zokirov war einer der Gründer des Estrada-Orchesters der Usbekischen Sozialistischen Sowjetrepublik. Im Jahr 1964 verbrachte er einige Monate im Kreml-Krankenhaus (heute Zentralkrankenhaus (Moskau)) und hatte anschließend eine Lungenoperation wegen Tuberkulose. Zokirov starb am 23. Januar 1985 in Taschkent.

## Lieder
Zokirov erlangte durch sein Singen in vielen Sprachen, darunter Usbekisch, Russisch, Arabisch und Französisch, große Beliebtheit. Das Lied Ya Zahratan Fi Khayali (يا زهرة في خيالي – Blume meiner Vorstellungskraft) von Farid el Atrache, einer der bedeutendsten Figuren der arabischen Musik des 20. Jahrhunderts, das von Zokirov beim Internationalen Festival der Jugend und Studenten in Moskau im Jahr 1957 aufgeführt wurde, machte ihn extrem populär.
Im Jahr 1966 wurde Zokirov der einzige Usbeke und einer der wenigen sowjetischen Sänger, der in der Olympia (Paris) auftrat. Er sang das berühmte Lied Les Filles De Mon Pays von Enrico Macias auf Französisch.

## Filmografie

### Rollen in Filmen
- 1959: Когда цветут розы (Wenn Rosen blühen) – als Batyr
- 1969: Похищение (Entführung) – Batyrov
- 1982: Огненные дороги (Feurige Straßen) – Rabindranath Tagore
- 1982: Юность гения (Die Jugend des Genies) – Abdullah

## Familien- und Privatleben
Zokirov ist der älteste Bruder von Farrukh Zokirov, dem Anführer von Yalla aus Usbekistan.
1957 heiratete er die Schauspielerin Erkli Malikbaeva und hatte zwei Söhne: Bakhtiyor Zakirov und Bakhodir Zakirov. Sie ließen sich 1974 scheiden.
Seine zweite Ehe war mit einer Balletttänzerin Galina. Ihre Tochter Rukhshana Zakirova wurde 1976 geboren.